# Suka Raja (Penukal)
Suka Raja is een bestuurslaag in het regentschap Muara Enim van de provincie Zuid-Sumatra, Indonesië. Suka Raja telt 568 inwoners (volkstelling 2010).